# Light (canção)
"Light" é uma canção de música eletrônica do produtor musical neerlandês San Holo com vocais não creditadas da vocalista neerlandesa Tessa Douwstra. A canção foi escrita no meio de uma turnê de Holo e, após alguns meses aperfeiçoando-a, foi lançada como um single por sua própria gravadora, a Bitbird, em 22 de novembro de 2016, posteriormente alcançando a décima terceira posição na Dance/Electronic Songs da Billboard, além de uma certificação ouro nos Estados Unidos e no Canadá. Um videoclipe  de "Light" gravado em Kiev foi lançado em maio de 2017. "Light" foi bem recebido pelos críticos, assim como seu videoclipe, e já foi citado como uma das melhores canções de música eletrônica da década de 2010.

## Produção e lançamento
Foi no meio da turnê e eu estava bastante exausto, um pouco frustrado porque não conseguia escrever tanto quanto gostaria na estrada. Comecei a música no meu laptop no aeroporto e terminei no avião. Talvez eu estivesse me pedindo alguma orientação. Eu realmente queria ver a luz no fim do túnel.

—Holo sobre a produção de "Light".
A canção foi escrita pelo próprio artista no caminho para um show, dentro de um avião, quando ele estava "meio que ficando ciente da indústria da música e todo o negócio dela e das regras [...]". Ele chamou aproximadamente vinte vocalistas antes de chamar "uma amiga muito próxima", Tessa Douwstra, para gravar os vocais. San Holo utilizou o teclado sintetizador Yamaha VSS-30 na composição. Apesar da canção ter sido feita em aproximadamente um mês, ele ficou mais algum tempo aperfeiçoando-a, principalmente os vocais. Antes de lançar sua canção através de sua própria gravadora, a Bitbird, ele tentou lançá-la através de "uma grande gravadora", mas sua proposta foi inicialmente rejeitada. Em 8 de novembro de 2016, no seu Twitter, San Holo confirmou o lançamento através da Bitbird e anunciou a data de lançamento de "Light" para o dia 22 do mesmo mês, sendo então posteriormente lançado no dia anunciado. Uma versão acústica foi lançada em maio do ano seguinte. Remixes do single começaram a ser lançados a partir de janeiro de 2017 e o álbum de remix completo foi lançado em 13 de julho no YouTube e em 14 de julho no Spotify contendo onze remixes mais a música original. Alguns remixes não oficiais também tiveram atenção da mídia, como o de Crankdat, que alcançou a posição sete na "New & Hot" do SoundCloud. Em julho de 2019, um pacote de amostras gratuitas de "Light" foi lançado. Foi então realizado um concurso para criar uma canção original utilizando as amostras do pacote, com a chance de ganhar prêmios. O ganhador foi o artista VOLLIN, com a canção "birb."

## Recepção
Fiquei surpreso com a resposta porque antes de "Light" minha base de fãs sempre foi uma espécie de fãs underground do SoundCloud [...]

—San Holo sobre a recepção de "Light".
Em geral, "Light" teve recepção positiva por sites de música eletrônica. Katey Ceccarelli, da Earmilk, chamou a canção de "eufórica" e "multifacetada". Uma opinião parecida foi emitida por David Rishty, da This Song Is Sick, que disse que "Light" é "um single eufórico de future bass, que certamente levantará seu ânimo". Ele ainda acrescentou que a canção conta com "sintetizadores sonhadores, percussão leve e uma melodia irresistível". Harrison Kefford, da Interns, comentou sobre os sintetizadores da mesma forma: "É clássico San Holo mostrando seus sintetizadores sonhadores e brilhantes e trabalho vocal celestial". Ele também declarou que "Light [...] não é nada menos que um brilhante hino do future bass". Um escritor do Run the Trap elogiou os vocais, dizendo que são "bonitos e cativantes em um drop incrível". Ele também chamou a música de "cativante", adicionando: "eu já a ouvi seis vezes em uma hora em que ela foi lançada e não estou nem perto de enjoar dela".
Nick Grindod, escrevendo para o By The Wavs, elogiou os acordes e os vocais da canção, declarando que "[...] é isso que Light faz de melhor, com acordes e harmonização dando uma vibração emocional da qual você simplesmente não consegue se livrar quando se apega a ela. E você vai se apegar a ela rapidamente, assim que começar a cantar instintivamente junto com os vocais". Os vocais também foram elogiados por Pitt, do Guettapen, chamando-os de "excelentes". Para o site Dance-Charts.de, Patrick Butz disse que "'Light' [...] é bastante limpo e agradável de ouvir", e adicionou que "É sempre bom quando você pode encontrar a paixão do produtor em praticamente todos os elementos de uma faixa". Ele concluiu sua análise dizendo que "[...] 'Light' é simplesmente impressionante. Um número muito bem feito que pode rapidamente convencer com seu som lúdico e ótimos vocais". Lauren Payne, do Purple Sneakers, afirmou que "Cada nota em 'Light' traz uma nova emoção, mas todas juntas, criam uma experiência espetacular".

## Legado
Com esta faixa, Sander conseguiu criar uma das faixas mais populares e bem-sucedidas da história do EDM moderno, e sua popularidade não vai morrer tão cedo.

—Ellie Mullins escrevendo para o We Rave You sobre a popularidade de "Light".
O site EDM.com classificou "Light" como uma das 10 melhores canções de future bass da década, acrescentando que "[...] van Dijck funde habilmente vocais agridoces com notas eletrônicas brilhantes, criando uma espécie de calor orgânico tão difundido em sua música". Já o site de música eletrônica Dancing Astronaut classificou a música como uma das 100 melhores canções da década, escrevendo que a canção "elevou o escritor de melodias experimental a novos patamares". A canção atingiu cem milhões de streams no Spotify em 21 de abril de 2018 e ultrapassou 145 milhões em agosto do ano seguinte. "Light" é tocado nos créditos do filme da Netflix de 2018 Ibiza. Em junho de 2019, Chris Lake e Lee Foss foram acusados de terem copiado parte da letra de "Light" em sua canção intitulada "Lies, Deception and Fantasy". Lee Foss negou as acusações, dizendo que nunca havia ouvido falar de San Holo e que a situação era uma "infeliz coincidência".

## Créditos
A seguir apresentam-se os créditos para "Light", adaptados do Spotify.
- Sander van Dijck — intérprete, produtor, escritor
- Arie Storm — escritor
- Tessa Douwstra — escritora

## Videoclipe
Um videoclipe para "Light" foi lançado em maio de 2017. Ele foi gravado em Kiev, capital da Ucrânia. Ao ser perguntado sobre porque o videoclipe foi gravado nesta cidade em vez de Zoetermeer, sua cidade natal, San Holo respondeu:

"Na verdade, Kiev parecia ser a melhor localização porque meio que parecia uma cidade perdida, muitos prédios e talvez um pouco cinza também.  Minha cidade natal, Zoetermeer, também é assim, mas eu apenas pensei que funcionava melhor em Kiev porque acho que os diretores preferiam isso, por causa da aparência e eles já tinham visto a área antes."

O videoclipe foi dirigido pela dupla Greg + Lio. Quando perguntado se ele já os conhecia, San Holo disse que já havia visto alguns vídeos deles, mas "obviamente houve algumas sugestões de outros diretores que queriam fazer um vídeo da música". O videoclipe apresenta um casal adulto jovem com poderes sobrenaturais que queima quando em contato com a luz natural. O vídeo termina com o casal assistindo a um eclipse solar.

### Recepção
San Holo disse que "gostou muito", e que "Eles [Greg + Lio] meio que fizeram um tratamento e encontraram uma boa maneira de traduzir o significado da música, literal, emocional e metaforicamente". O videoclipe foi elogiado por Luke Bather, da Promonews.tv, dizendo que "A dupla habilmente usa matiz e saturação como um dispositivo narrativo — contrastando a dureza dessaturada da noite com o calor dourado do momento literal do casal ao sol". Kassi Chrys, do site Dancing Astronaut, disse que o vídeo "o deixará cativado por imagens intrigantes e temas sobrenaturais". Jeffrey Yau, da Your EDM, afirmou que o clipe é "nada menos que deslumbrante", e que "é bom finalmente ver um videoclipe — mesmo que seja um pouco tarde".

### Créditos
A seguir apresentam-se os créditos para o videoclipe de "Light", adaptados da Promonews.tv.
- Kashpruk Stas — ator
- Musayeva Elmira — atriz
- Friends — companhia de produção
- Greg + Lio — diretores
- Ore Okonedo — produtor
- Luke Tierney — produtor executivo
- Maria Fabro — produtora executiva
- Dasha Deriagina — linha de produção
- Ben Magahy — diretor de fotografia
- Julia Knight — editora
- Work — companhia de edição
- Mathieu Toullet — colorista
- MPC — companhia de classificação
- Cinnamon — companhia de pós-produção
- 23/32 Films — fixadores

## Lista de faixas
| Download digital - Single |                |         |  |
| N.º                       | Título         | Duração |  |
| 1.                        | "Light"        |         |  |
| Duração total:            | Duração total: | 3:59    |  |

| Download digital - Remixes |                              |         |  |
| N.º                        | Título                       | Duração |  |
| 1.                         | "Light"                      | 4:00    |  |
| 2.                         | "Light" (WRLD Remix)         | 3:29    |  |
| 3.                         | "Light" (Taska Black Remix)  | 3:32    |  |
| 4.                         | "Light" (ILIVEHERE Remix)    | 3:09    |  |
| 5.                         | "Light" (Eastghost Remix)    | 4:15    |  |
| 6.                         | "Light" (Grant Remix)        | 3:15    |  |
| 7.                         | "Light" (Loosid Remix)       | 3:51    |  |
| 8.                         | "Light" (BeauDamian Remix)   | 3:22    |  |
| 9.                         | "Light" (GoSlo Remix)        | 5:02    |  |
| 10.                        | "Light" (Deon Custom Remix)  | 3:48    |  |
| 11.                        | "Light" (Dave Winnel Remix)  | 3:18    |  |
| 12.                        | "Light" (Sonny Fodera Remix) | 3:59    |  |
| Duração total:             | Duração total:               | 45:07   |  |

## Posição nas tabelas musicais

### Tabelas semanais
| Tabela (2016)                                                  | Posição de pico |
| -------------------------------------------------------------- | --------------- |
| Estados Unidos (Billboard Dance/Electronic Songs)              | 13              |
| Estados Unidos (Billboard Dance/Electronic Digital Song Sales) | 9               |
| Estados Unidos (Billboard Dance/Electronic Streaming Songs)    | 20              |
| Estados Unidos (Billboard Dance/Mix Show Airplay)              | 19              |

### Tabelas de fim de ano
| Tabela (2017)                                         | Posição |
| ----------------------------------------------------- | ------- |
| Estados Unidos (Billboard Hot Dance/Electronic Songs) | 48      |

## Certificações
| Região                | Certificação | Data do recebimento | Vendas estimadas | Ref.   |
| --------------------- | ------------ | ------------------- | ---------------- | ------ |
| Canadá (Music Canada) | Ouro         | 29 de maio de 2018  | 40 000           | [ 42 ] |
| Estados Unidos (RIAA) | Ouro         | 15 de julho de 2019 | 500 000          | [ 43 ] |